# Idiocerus bakeri
Idiocerus bakeri är en insektsart som beskrevs av Metcalf 1955. Idiocerus bakeri ingår i släktet Idiocerus och familjen dvärgstritar. Inga underarter finns listade i Catalogue of Life.